# Tn-grid
TN-Grid  è un contenitore di progetti di volunteer computing su piattaforma BOINC, sviluppato e sostenuto dalla Area di Ricerca di Trento del Consiglio Nazionale delle Ricerche e ospitato dall'Università di Trento.

## Progetti
Attivo dal 2014, ospita il progetto gene@home, in collaborazione con la Fondazione Edmund Mach, che si occupa di estendere le reti geniche (GRN), utilizzando come punto di partenza organismi modello ben noti (come Escherichia coli) per poi confrontare i risultati in silico con quelli in vitro, aumentando così la comprensione dei processi biologici sottostanti.
L'algoritmo che si occupa di trovare le relazioni causali tra geni è chiamato PC-IM e si basa sul coefficiente di Pearson.
Il codice sorgente del progetto è open source.

## Finalità scientifiche
La conoscenza delle espansioni delle rete geniche di organismi modello (e le loro variazioni), consente di applicare gli stessi algoritmi anche ad altre piante, animali e finanche all'essere umano, permettendo una migliore conoscenza di questo settore di ricerca, con possibili conseguenze in campo medico o, come con Vitis vinifera, per permettere un minor ricorso ai  pesticidi.
A tutt'oggi le simulazioni hanno riguardato: 
- Arabidopsis thaliana (completata)
- Escherichia coli (in corso)
- Vitis vinifera (completata)
- Pseudomonas aeruginosa (in corso)
- Homo sapiens (in corso). In particolare i ricercatori si stanno concentrando sulle ricerche riguardanti il tumore della prostata e le malattie coronariche.

## Piattaforme compatibili
L'applicativo del progetto, oltre a funzionare sulle principali piattaforme software (Windows, Linux, Mac OS X), è compatibile con l'architettura ARM  con distribuzioni Linux (come, ad esempio, Raspberry).

## Applicativi ottimizzati
Grazie alla collaborazione di alcuni volontari, è stato possibile creare degli applicativi ottimizzati per CPU, utilizzando le estensioni SSEx, AVX e FMA, che
migliorano in maniera sensibile la velocità di esecuzione dei calcoli.